# シミュレイター
『シミュレイター』とは、アナログゲームのウォー・シミュレーションゲーム情報誌。発行元の変更が行われており前期の「SIMULATOR」表記のレックカンパニー時代を『旧シミュレイター』、後期の「Simulator」表記の翔企画時代を『新シミュレイター』として区別されることがある。

## SIMULATOR
初代編集長は鈴木一也。1982年創刊、1984年休刊、通巻14号。当時日本最大規模であったゲームクラブ「ファースト・ディビジョン」の機関誌として創刊されたが、2号以降、レックカンパニーが経営と編集を引継ぎ商業誌化。B5判、中綴じ。通常の書店流通では扱われず、ホビー流通によりホビーショップなどで入手できた。エポック社のウォー・シミュレーションゲームをメインに扱う。

## Simulator
初代編集長は鈴木銀一郎。翔企画発行、1985年6月創刊、1991年6月休刊、通巻34号。B5判、平綴じ（途中からA5判、平綴じ）。地方小出版流通センター扱いで、書店流通となる。ホビージャパン発行の『タクテクス』と並んで、日本のボード・シミュレーションゲーム雑誌の双璧と呼ばれていた。当時他に発行されていた同種の雑誌としては『オペレーション』（ツクダホビー）、『ウォーロック』（社会思想社）、『オフィシャルD&Dマガジン』（新和）などが挙げられる。
エポック社のウォー・シミュレーションゲームや、「SSシリーズ」をはじめとする自社ブランドのゲームをメインにとりあげていた。また『ロシアン・キャンペーン』や『ロシアン・フロント』『パンツァー・グルッペ・グーデリアン』など東部戦線テーマのものや、『ウォー・イン・ヨーロッパ』のような当時としてはハードルの高いゲームも積極的に取り上げていた。ウォー・シミュレーションゲーム以外では、『ローズ・トゥ・ロード』『ルール・ザ・ワールド』などのテーブルトークRPGを取り上げたこともあり、何度か力の入ったRPG特集号を制作した。また、スポーツゲームを取り扱うコーナーも連載されていた。

## 付録ゲーム
以下、全て新シミュレイターに付録。
- 第3号-　遣唐使の戦い
- 第4号-　北緯73度 バレンツ海海戦
- 第5号-　Quest & Adventure
- 第10号-　闇の城塞
- 第11号-　闇の軍団 若き魔法使いの冒険
- 第12号-　怪獣戦略
- 第13号-　黒騎士物語
- 第14号-　風雲児将門
- 第22号-　パシフィック・ヒート
- 第33号-　すごろく第3帝国

### 編集に携わった人物
- 鈴木銀一郎
- 藤浪智之
- 中黒靖
- 鹿内靖
- 伝法裕子

### 執筆、ゲームデザイン等に携わった人物
- 佐藤大輔
- 小林源文
- 黒田幸弘
- 近藤功司
- 空根ちゃらか
- 高梨俊一
- 中西立太
- 秦郁彦
- 関寛治
- 柿崎唯
- アマゾンU子
- 猫宮
- 大平英樹
- 九月姫
- 水野良
- 山田道夫
- 大木毅（赤城毅）
- 菊池たけし
- 鈴木猛
- 松田大秀（松田大義）
- 大貫昌幸
- 大河内一楼